# 尋找大饑荒倖存者
《尋找大饑荒倖存者》是宋琳（筆名依娃）採訪經歷1958－1962年大饑荒两百多名倖存者的口述历史。

## 作者介紹
旅美作家依娃，本名宋琳，1965年出生於陝西省富平縣流曲鄉農民家庭，童年貧寒，七歲時被姑母過繼領養。中國1958－1962大饑荒中，家族五人餓死。母亲是在家里饿死了好几口人后，由外婆带领着和弟弟一起被人贩子领着到陕西，嫁人得以生存。由于长辈闭口不談过去的经历，依娃很久之後才知道大饥荒的点点滴滴，逐渐了解母亲的惨痛家史。
依娃的家庭在大饑荒中確定餓死的有五人。曾外祖父牛福成，死時六十八歲。外祖父牛志恆，死時四十二歲。小姨牛佛黛，死時十四、五歲。小舅牛祥娃，死時八歲。還有一個小姨，一歲左右，沒有名字。因為外婆餓的沒有奶水，孩子就餓死了。
1993年隨夫赴美，曾獲第一屆新世紀華文文學獎、蕭邦圖書館徵文獎等。

## 採訪寫作過程
2011年，依娃走访了甘肃秦安县、通渭县、天水地区，以及陕西耀州、戶縣等地，采访了两百多名大饥荒幸存者，最年长者九十五岁，最年轻者五十八岁。本書让这些最底层的、大都没有受过教育的农民自己说话、自己见证，留下他们的声音，留下口述的历史。
本书以五十多名受访者的访谈记录为主，并记载了五百多死难者的名字，及四十九起人吃人事件。这本六百页的书实现了作者的愿望：“让亲历者自己说话，更能让读者看到大饥荒时期每一个人、每一个家庭、每一个村庄所经历的饥饿、挣扎、凄苦、绝望。”
本書文字直接來自農民口中，每個事件、細節都是親歷人見證。不加潤色，不作虛構，不使用任何文學性手法。作者表示，她沒有權利改變農民的話，沒有權利美化、修改、潤色農民的語言，沒有權利把他們的苦難經歷拿來編造成生動的、好看的、離奇的故事。
作者表示，這本書是用自己的眼淚澆灌出來的。作者多次在聽錄音、整理採訪記錄時，不知不覺地流出淚水。有一次聽見受訪人因為家裡父親、母親等親人被餓死而哭，因此泣不成聲。另一次聽到一個當時只有六、七歲的女孩，父親偷了生產隊的豆子，因為害怕被批鬥，半夜吊死在房梁上，而她就睡在一邊的炕上。錄音裡，她哭得說不下去。作者認為，一個作家必須敢於面對人類的苦難，最真實地記錄苦難，才對得起“人”這個有尊嚴的稱呼。

## 封面設計
本书的封面，包括五十名受访者飽經滄桑的臉龐照片。

## 電子書
本书電子版在蘋果公司iTunes Store出售。

## 評價
余杰2005年在北京航空航天大学公開演讲《蔡元培与“五四”精神》，到了提问時，有学生问及毛泽东和“五四”的关系。余杰指出：毛泽东掀起“大跃进”造成大饥荒，致使三、四千万农民被活活饿死，毛是冠绝古今的暴君。这时，有一名学生激动地站起来反驳说：“你说三千万人饿死，有什麽证据？南京大屠杀死难三十万人，後来发现了好多万人坑；你说饿死三千万人，怎么没有发现一个万人坑？”余杰說，如果是今天，他会如此回答那名大学生：你读一读依娃的《寻找大饥荒幸存者》吧。
《墓碑》一書的作者楊繼繩在本書序言表示：「這些大饑荒親歷人的口述文字，將成為無懈可擊的歷史的鐵證」。
旅美女作家陈瑞琳表示，讀本書非常心痛。依娃是以她的一支纤笔，撬动着历史的巨石。她用泪水浇灌着一个个死去的游魂，她想唤醒他们，做成一个巨碑，为二十世纪的中国补一线天。